# Siemen (Gusborn)
Siemen ist ein Ortsteil der Gemeinde Gusborn im Landkreis Lüchow-Dannenberg in Niedersachsen.

## Geographie
Der Ort liegt vier Kilometer südlich von Quickborn, dem Sitz der Gemeinde. Südlich des Ortes liegt das Naturschutzgebiet Die Lucie.

## Geschichte
Für das Jahr 1848 wird angegeben, dass Siemen 38 Wohngebäude hatte, in denen 228 Einwohner lebten. Zu der Zeit gab es im Ort eine Schule, eingepfarrt war der Ort nach Quickborn.
Am 1. Dezember 1910 hatte Siemen als eigenständige Gemeinde im Kreis Dannenberg 250 Einwohner. Am 1. Juli 1972 wurde die bis dahin selbständige Gemeinde in die neu gebildete Gemeinde Gusborn eingemeindet.